# Cerzeto
Cerzeto é uma comuna italiana da região da Calábria, província de Cosenza, com cerca de 1.467 habitantes. Estende-se por uma área de 21 km², tendo uma densidade populacional de 70 hab/km². Faz fronteira com Bisignano, Cervicati, Fuscaldo, Mongrassano, Rota Greca, San Martino di Finita, Torano Castello.

## Demografia
| Variação demográfica do município entre 1861 e 2011                               |
|                                                                                   |
| Fonte: Istituto Nazionale di Statistica (ISTAT) - Elaboração gráfica da Wikipedia |